# Клэрмонт (тауншип, Миннесота)
Клэрмонт (англ. Claremont) — тауншип в округе Додж, Миннесота, США. На 2000 год его население составило 468 человек.

## География
По данным Бюро переписи населения США площадь тауншипа составляет 90,3 км², из которых 90,1 км² занимает суша, а 0,1 км² — вода (0,14 %).

## Демография
По данным переписи населения 2000 года здесь находились 468 человек, 157 домохозяйств и 135 семей.  Плотность населения —  5,2 чел./км².  На территории тауншипа расположена 161 постройка со средней плотностью 1,8 построек на один квадратный километр. Расовый состав населения: 97,86 % белых, 0,21 % азиатов, 1,50 % — других рас США и 0,43 % приходится на две или более других рас. Испанцы или латиноамериканцы любой расы составляли 2,35 % от популяции тауншипа.
Из 157 домохозяйств в 43,9 % воспитывались дети до 18 лет, в 79,0 % проживали супружеские пары, в 5,7 % проживали незамужние женщины и в 14,0 % домохозяйств проживали несемейные люди. 12,1 % домохозяйств состояли из одного человека, при том 2,5 % из — одиноких пожилых людей старше 65 лет. Средний размер домохозяйства — 2,94, а семьи — 3,18 человека.
28,4 % населения — младше 18 лет, 9,2 % — в возрасте от 18 до 24 лет, 30,1 % — от 25 до 44, 22,2 % — от 45 до 64, и 10,0 % — старше 65 лет. Средний возраст — 36 лет. На каждые 100 женщин приходилось 122,9 мужчин.  На каждые 100 женщин старше 18 приходилось 120,4 мужчин.
Средний годовой доход домохозяйства составлял 63 125 долларов, а средний годовой доход семьи —  64 167 долларов. Средний доход мужчин —  38 068  долларов, в то время как у женщин — 27 125. Доход на душу населения составил 20 532 доллара. За чертой бедности находились 4,3 % семей и 6,3 % всего населения тауншипа, из которых 6,2 % младше 18 лет.